# Хуфак (Раштский район)
Хуфак (тадж. Хуфак) — деха́ (сельский населённый пункт) в Раштском районе РРП Таджикистана. Входит в состав сельской общины (джамоата дехота) Каланак. Расстояние от села до центра района (пгт Гарм) — 19 км, до центра джамоата (село Белги) — 3 км. Население — 1166 человек (2017 г.), таджики. Население в основном занято сельским хозяйством (животноводство и растениводство). Земли орошаются главным образом водами горных источников.